# Orquesta Sinfónica de Chicago
La Orquesta Sinfónica de Chicago (en inglés: Chicago Symphony Orchestra, abreviado como CSO) es una agrupación orquestal estadounidense con sede en Chicago, Illinois, que fue fundada en 1891. Su sala de conciertos habitual es el Orchestra Hall de Chicago, y también toca durante la temporada veraniega en el Festival de Ravinia. Su director actual es Riccardo Muti desde 2010. Se trata de una de las orquestas sinfónicas más importantes del mundo, incluida entre las conocidas como "Big Five".

## Historia
En 1891 Charles Norman Fay, un empresario de Chicago, invitó a Theodore Thomas a establecer una orquesta en Chicago. Dirigida por Theodore Thomas bajo el nombre de "Orquesta de Chicago", la orquesta dio su primer conciertos el 16 de octubre de 1891 en el Auditorium Theatre (situado en el Auditorium Building). Es una de las orquestas más antiguas de Estados Unidos, junto a la Orquesta Filarmónica de Nueva York, la Orquesta Sinfónica de Boston y la Orquesta Sinfónica de San Luis. 
El Orchestra Hall (ahora una parte del complejo del Symphony Center y sede principal de la orquesta, ubicado en 220 South Michigan Avenue, fue diseñado por el arquitecto de Chicago Daniel H. Burnham y terminado en 1904. El maestro Thomas sirvió como director musical durante treinta años hasta su muerte poco después de haberse terminado la construcción de la nueva sede del edificio el 14 de diciembre de 1904 que le fue dedicado. La orquesta fue llamada "Orquesta Theodore Thomas" en 1905 y hoy, el Orchestra Hall aún tiene el "Theodore Thomas Orchestra Hall" inscrito en su fachada.
En 1905, Frederick Stock se convirtió en director musical, puesto que mantuvo hasta su muerte en 1942. La orquesta fue renombrada "Orquesta Sinfónica de Chicago" en 1913. 

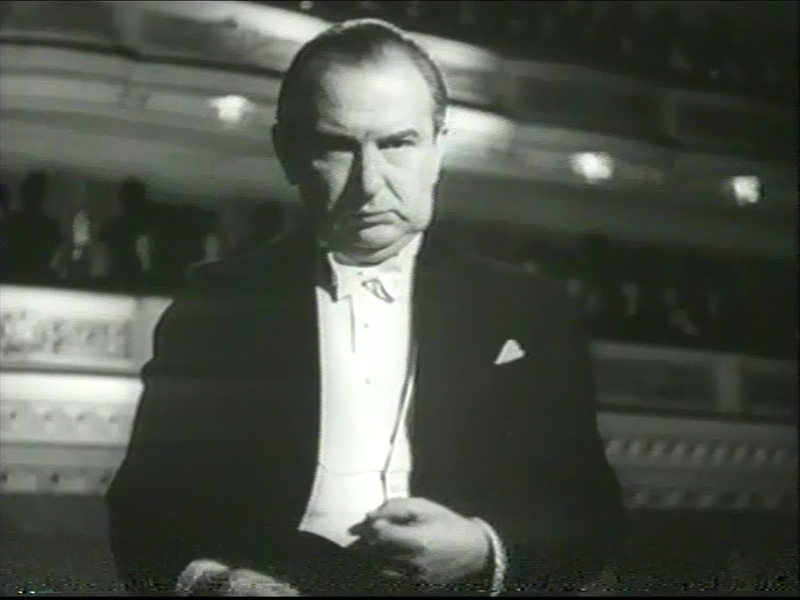
Fritz Reiner

Entre los otros directores musicales han estado Désiré Defauw (1943-47), Artur Rodziński (1947-48), Rafael Kubelík (1950-53), Fritz Reiner (1953-63), Jean Martinon (1963-68). 

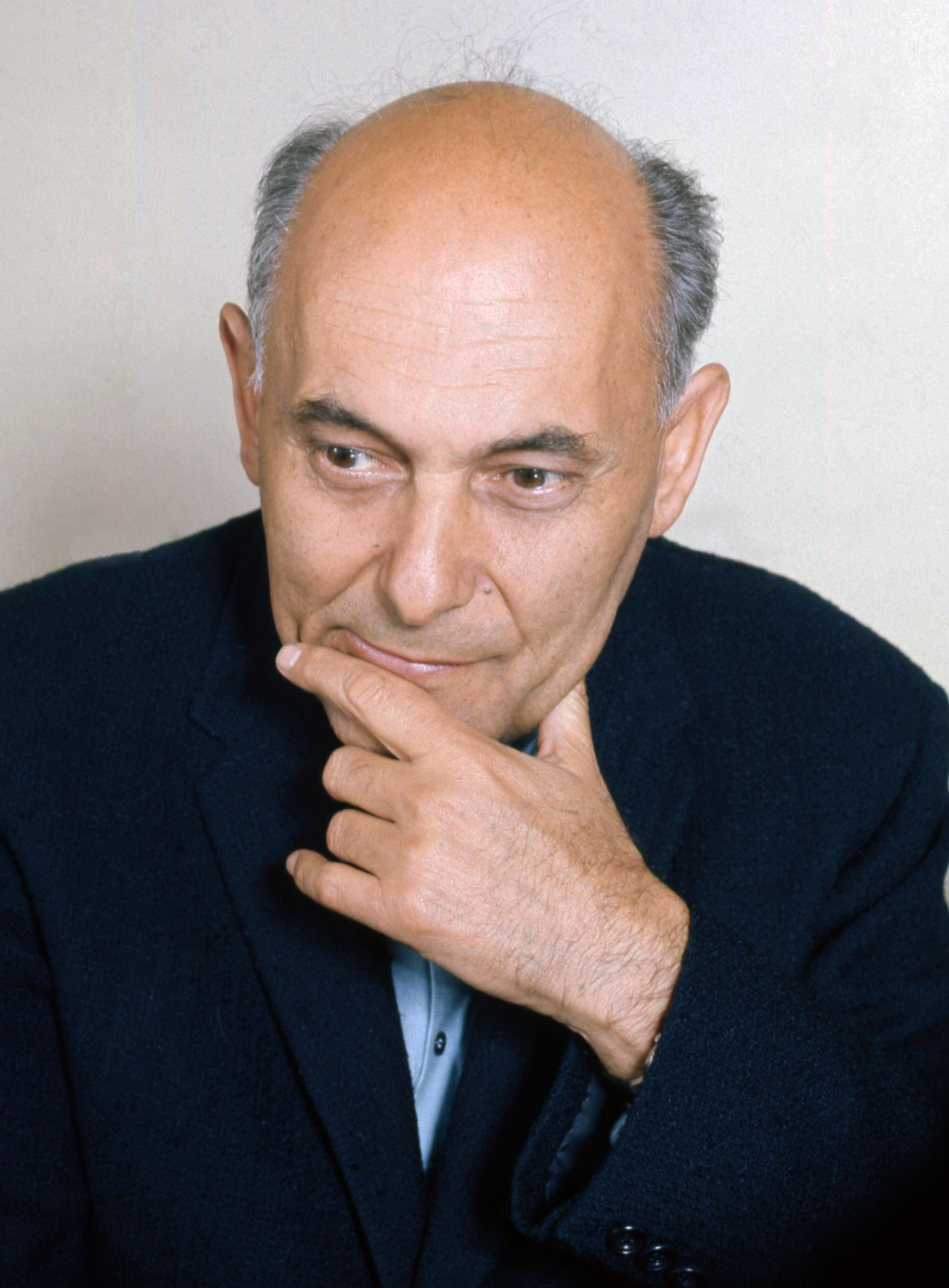
George Solti (Allan Allan Warren)

Georg Solti dirigió la desde 1969 hasta 1991. Solti encontró en la Orquesta de Chicago el instrumento que siempre había buscado para expresarse. Tenía justamente las características que mejor se acoplaban a su estilo de dirección, una gran disciplina, un sonido pleno, contundente y brillante y una gran versatilidad para adaptarse al estilo de cada compositor. La revista Newsweek dijo que "al frente de Chicago, ha fustigado, engatusado, martilleado, pulido y conjurado un sonido orquestal que une dos propósitos opuestos entre sí. Por un lado, un seductor y meloso rugir del viento y los metales. Por otro, un meticuloso control del tono de la cuerda, hasta el punto de lograr que casi un centenar de músicos toquen con la claridad y frescura de una orquesta de cámara".
Solti en 1987 dijo de los años al frente de la Sinfónica de Chicago: “Estos años han sido los más felices de mi vida musical. Lo digo con mucho orgullo, porque en ellos ni tuve jamás un solo problema con la orquesta ni hube de dar un grito en fortísimo. Siempre hemos trabajado con plena comprensión y armoniosa alegría musical. La orquesta toca cualquier obra con el mismo entusiasmo como si la estuviéramos estrenando, y esto es lo que más me llena. Así hemos superado los 700 conciertos y grabado más de 90 discos. Es lo que se puede llamar un matrimonio feliz, y por mi parte, mientras mi fuerza física me lo permita, quiero seguir con ellos”.

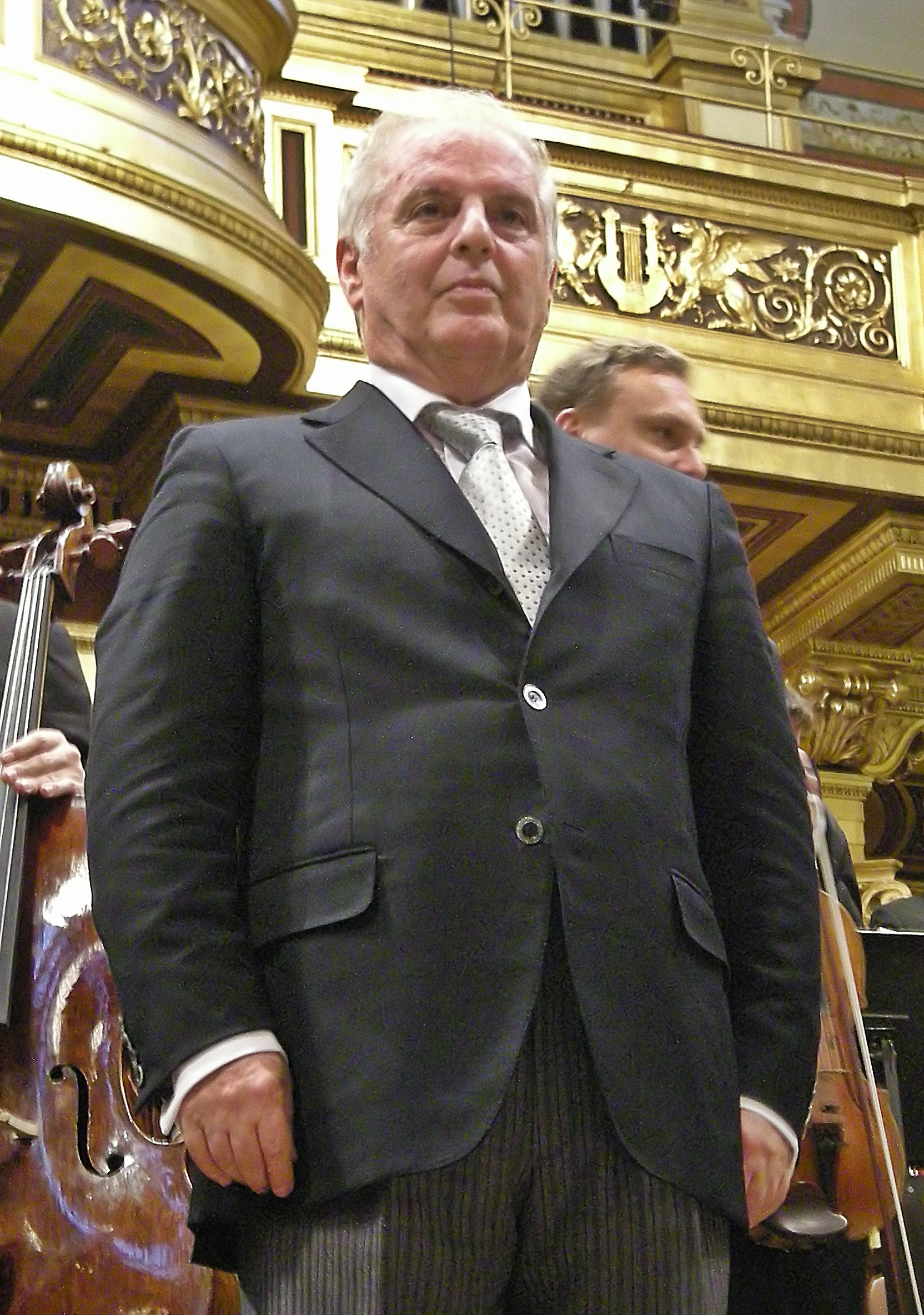
Daniel Barenboim

Siguió a Solti Daniel Barenboim (1991-2006). Los últimos conciertos del maestro Barenboim como director de la CSO tuvieron lugar el 15-17 de junio de 2006. El 27 de abril de 2006, la orquesta llamó a Bernard Haitink para el rol de Director Principal y a Pierre Boulez para el puesto de Director Emérito "mientras que la búsqueda de un director musical continúa." Durante cuatro añoa ambos se repartieron el papel de directores 

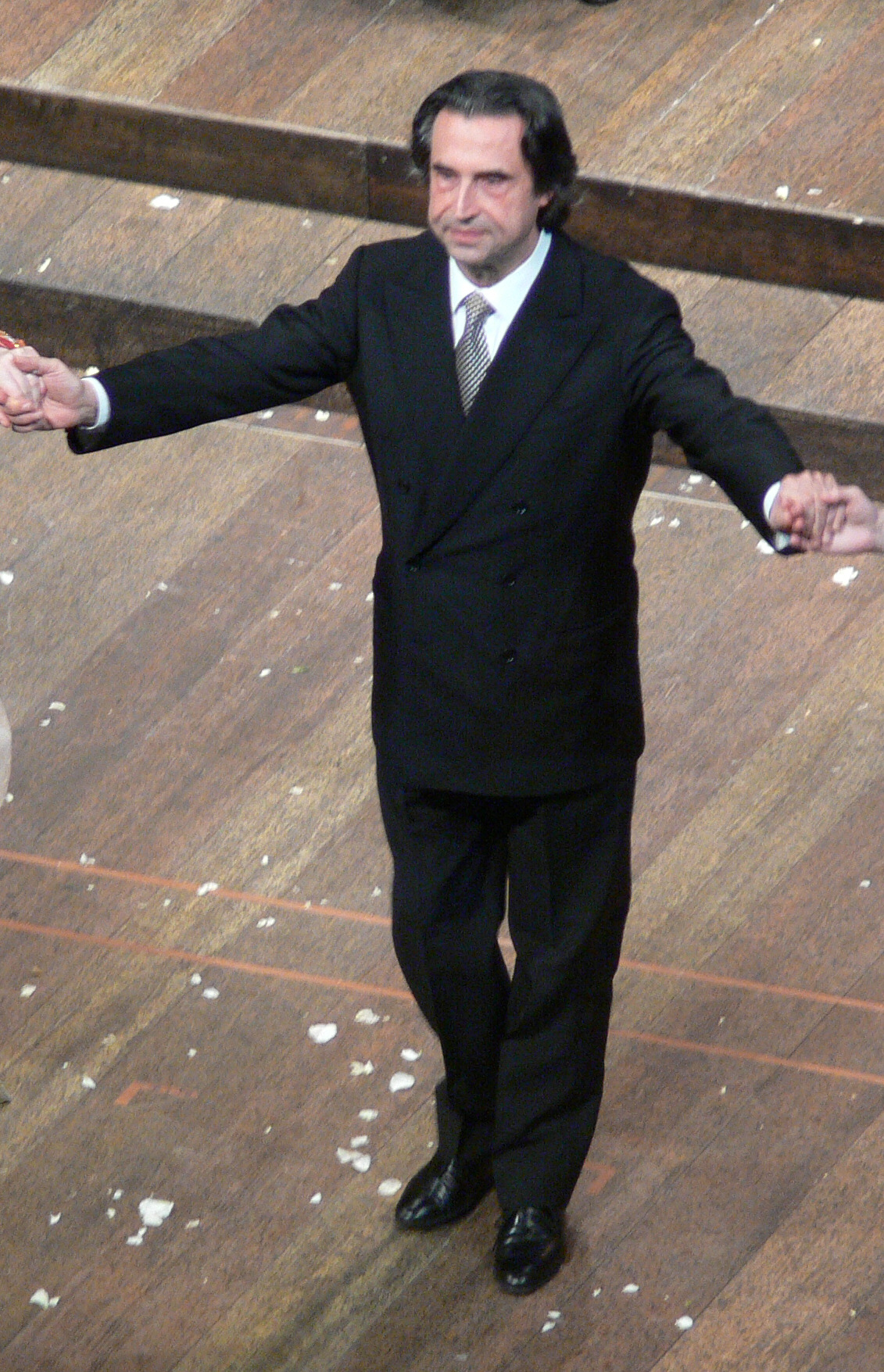
Riccardo Muti

musicales de la Orquesta. Finalmente, en 2008, el director italiano Riccardo Muti fue elegido como director musical (Music Director) permanente, tomando posesión a partir del inicio de la temporada 2010-2011, mientras que Boulez mantiene su puesto como Director Emérito.

Ravinia Park en Glencoe donde se celebra el Summer music festival. Chicago.

La CSO ha estado largamente asociada con Ravinia, en Highland Park, habiendo tocado por primera vez durante la segunda temporada de Ravinia Park en noviembre de 1905 y apareciendo semirregularmente hasta agosto de 1931, después de lo cual el Park cayó durante la gran depresión. La Orquesta ayudó a inaugurar la primera temporada del Festival de Ravinia en agosto de 1936 y ha estado en residencia en el Festival desde entonces cada verano. Muchos directores han realizado su debut con la CSO en Ravinia, y varios se convirtieron en 'director artístico' en Ravinia (o director invitado principal en temporada veraniega), entre ellos Seiji Ozawa, James Levine y Christoph Eschenbach. A partir de 2005, James Conlon mantiene el título de director musical de Ravinia.
La orquesta también ha tenido a varios distinguidos directores invitados, entre ellos Richard Strauss, Camille Saint-Saëns, Edward Elgar, Leonard Slatkin, André Previn, Michael Tilson Thomas, Leonard Bernstein, Leopold Stokowski, Morton Gould, Erich Leinsdorf, Walter Hendl, John Williams, Eugene Ormandy, George Szell y Charles Munch. Muchos de ellos también han grabado con la orquesta. 
También han sido designados Directores Invitados Principales, entre ellos Carlo Maria Giulini (1969-72) y Claudio Abbado (1982-85). En 1995-2006 Pierre Boulez fue el director invitado principal. 
La música interpretada por la Orquesta Sinfónica de Chicago ha aparecido en numerosas películas, entre ellas Amada Inmortal (dirigida por Georg Solti) y Fantasía 2000 (dir. por James Levine).
La Sinfónica de Chicago también mantiene una Fundación Anual, originalmente conocida como la Radiotón de la Sinfónica de Chicago y más recientemente como "Symphonython," en conjunción con la estación radial de Chicago WFMT. Como parte del evento, la orquesta, desde 1986, ha lanzado pistas exclusivas de sus archivos de transmisiones en colecciones de dobles LP/CD.

## Grabaciones
La CSO ha realizado más de 900 grabaciones, 58 de las cuales han ganado los Premios Grammy de la National Academy of Recording Arts and Sciences. Entre sus Grammys hay varios premios a Álbum Clásico del año, Mejor Interpretación Clásica en las categorías de solista vocal, coral, ingeniería y orquestal.
El 1 de mayo de 1916, Frederick Stock grabó la Marcha nupcial de la música de Felix Mendelssohn para El sueño de una noche de verano, en el Aeolian Hall, Nueva York, para la que entonces se conocía como Columbia Gramophone Company. Esto hizo de la CSO la primera orquesta estadounidense en grabar con su propio director musical. Stock y la Orquesta realizaron numerosas grabaciones para Columbia Records y para RCA VIctor. Las primeras grabaciones eléctricas no acústicas se realizaron para Victor en 1925, primero en sus estudios de Chicago, y, en algunas ocasiones, en el Orchestra Hall. Stock continuó grabando con la Orquesta hasta el año de su muerte, 1942.
En 1951 Kubelík dirigió la primera grabación moderna de alta fidelidad con la orquesta, para el sello Mercury Records: los Cuadros de una exposición. Estas grabaciones, que como las primeras grabaciones eléctricas se hacían con un único micrófono, han sido reeditadas en disco compacto por el sello Philips.
En marzo de 1954, Reiner comenzó las primeras grabaciones estereofónicas, en el Orchestra Hall para RCA Victor, con grabaciones de los poemas sinfónicos de Richard Strauss Una vida de héroe y Así habló Zaratustra. Reiner y la orquesta siguieron grabando con RCA hasta 1962. La mayoría de estas grabaciones se produjeron en el sistema Living Stereo, con tres canales, y han vuelto a ser editadas y reprocesadas en CD y en SACD. Martinon también grabó con RCA Victor durante los años 60.

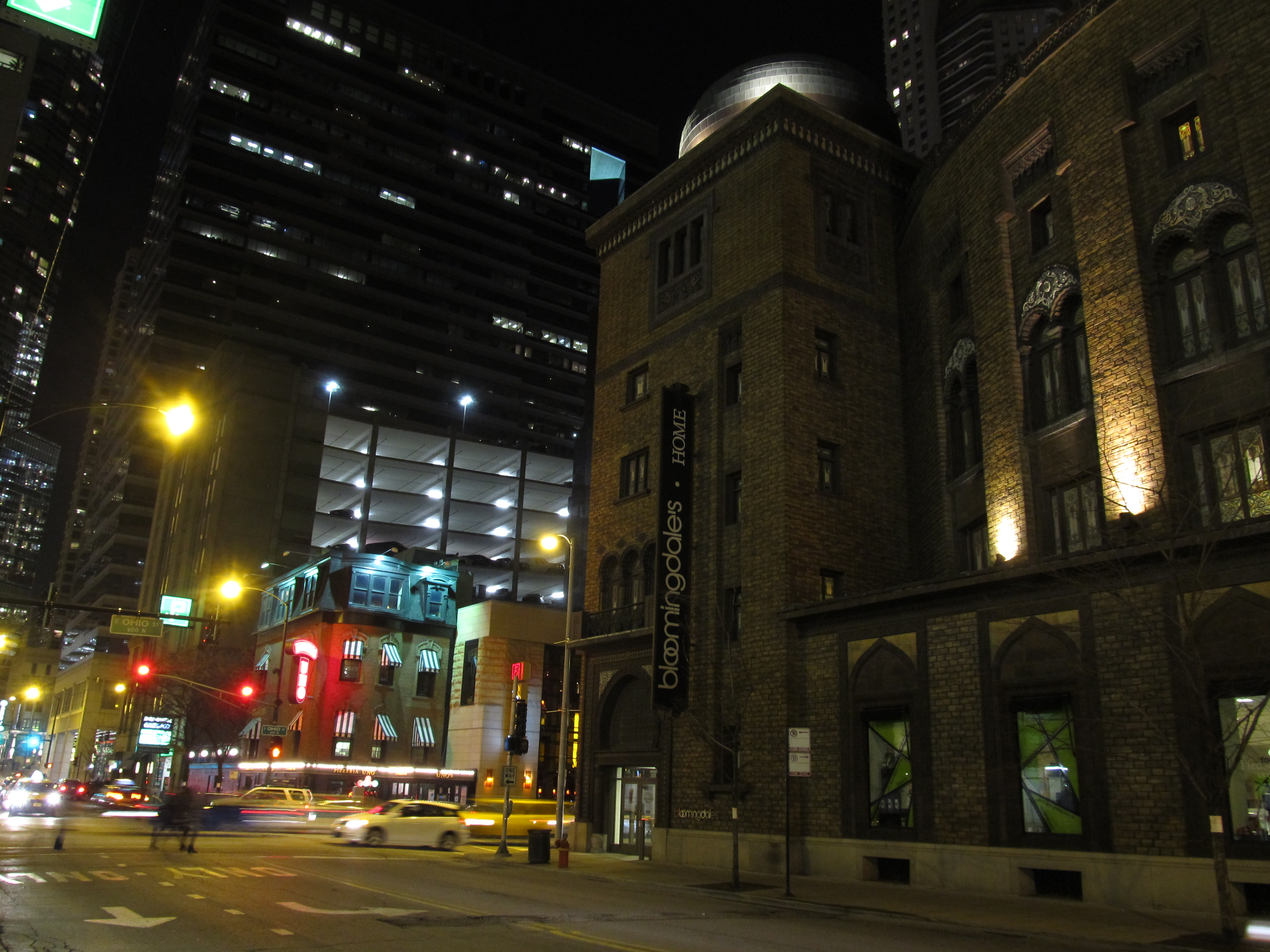
Medinah Temple, Near North, Chicago, auditorio de gran acústica sede de muchas grabaciones de la orquesta.

Solti grabó con la Orquesta principalmente para Decca Records, incluyendo un aclamado ciclo de las sinfonías de Mahler. La mayoría de las grabaciones de la etapa de Barenboim se hicieron para Teldec.
En 2007 la Orquesta presentó su propio sello discográfico, CSO Resound. Tras un acuerdo con los músicos, se programó una serie de grabaciones para ser distribuidas en disco compacto y mediante descarga digital. La primera grabación de la serie, la Tercera Sinfonía de Mahler dirigida por Haitink se presentó en la primavera de 2007. Las sucesivas grabaciones incluyen actuaciones de Haitink, Muti y el grupo de metales de la orquesta, CSO Brass.

## Instituciones asociadas

### Orquesta Cívica de Chicago
Frederick Stock fundó la Orquesta Cívica de Chicago, la primera orquesta de preparación en los Estados Unidos afiliada a una orquesta sinfónica importante, en 1919. Su finalidad es reclutar músicos pre-profesionales y prepararlos como músicos de orquesta de alto nivel. Muchos alumnos de ahí se han dirigido a la CSO u otras orquesta importantes.
La Orquesta Cívica interpreta una docena de conciertos orquestales y series de música de cámara anualmente en el Symphony Center y en otras sedes en el área de Chicago con entrada libre.

## Directores
Directores musicales
- Theodore Thomas (1891–1905)
- Frederick Stock (1905–1942)
- Désiré Defauw (1943–1947)
- Artur Rodziński (1947–1948)
- Rafael Kubelík (1950–1953)
- Fritz Reiner (1953–1962)
- Fritz Reiner (1962–1963) consejero musical
- Jean Martinon (1963–1968)
- Irwin Hoffman (1968–1969) interino
- Georg Solti (1969–1991)
- Daniel Barenboim (1991–2006)
- Riccardo Muti (2010– )

Directores con reconocimiento
- Carlo Maria Giulini (1969–1972) director invitado principal
- Claudio Abbado (1982–1985) director invitado principal
- Georg Solti (1991–1997) director musical laureado
- Pierre Boulez (1995–2006) director invitado principal
- Pierre Boulez (2006– ) director emérito
- Bernard Haitink (2006– ) director principal

Directores asistentes / asociados
- Arthur Mees (1896–1898) asistente
- Frederick Stock (1899–1905) asistente
- Eric DeLamarter (1918–1933) asistente , (1933–1936) asociado
- Hans Lange (1936–1943) asociado, (1943–1946) director
- Tauno Hannikainen (1947–1949) asistente, (1949–1950) asociado
- George Schick (1950–1952) asistente, (1952–1956) asociado
- Walter Hendl (1958–1964) asociado
- Irwin Hoffman (1964–1965) asistente, (1965–1968) asociado, (1969–1970) director
- Henry Mazer (1970–1986) asociado
- Kenneth Jean (1986–1993) asociado
- Michael Morgan (1986–1993) asistente
- Yaron Traub (1995–1998) asistente, (1998–1999) asociado
- William Eddins (1995–1998) asistente, (1998–1999) asociado, (1999–2004) residente

Compositores residentes
- John Corigliano (1987–1990)
- Shulamit Ran (1990–1997)
- Augusta Read Thomas (1997–2006)
- Osvaldo Golijov (2006–2010)
- Mark-Anthony Turnage (2006–2010)
- Anna Clyne (2010– )
- Mason Bates (2010– )

## Premios y reconocimientos
Grammy al mejor álbum de música clásica
- 1966 Charles Ives: Sinfonía n.º 1 – Morton Gould, director; Howard Scott, productor (RCA)
- 1972 Gustav Mahler: Sinfonía n.º 8 – Georg Solti, director; David Harvey, productor (London)
- 1974 Hector Berlioz: Sinfonía fantástica – Georg Solti, director; David Harvey, productor (London)
- 1975 Ludwig van Beethoven: Las nueve sinfonías – Georg Solti, director; Ray Minshull, productor (London)
- 1978 Johannes Brahms: Concierto para violín, Op. 77 – Itzhak Perlman, violín; Carlo Maria Giulini, director; Christopher Bishop, productor (Angel)
- 1979 Johannes Brahms: Las cuatro sinfonías – Georg Solti, director; James Mallinson, productor (London)
- 1981 Gustav Mahler: Sinfonía n.º 2 "Resurrection" – Georg Solti, director; James Mallinson, productor (London)
- 1983 Gustav Mahler: Sinfonía n.º 9 – Georg Solti, director; James Mallinson, productor (London)
- 1993 Béla Bartók: El príncipe de madera & Cantata profana – Pierre Boulez, director; John Aler & John Tomlinson, solistas; Karl-August Naegler, productor (Deutsche Grammophon)
- 1994 Béla Bartók: Concierto para orquesta & Cuatro piezas orquestales, Op. 12 – Pierre Boulez, director; Karl-August Naegler, productor (Deutsche Grammophon)
- 2010 Giuseppe Verdi: Requiem – Riccardo Muti, director; Christopher Alder, productor (CSO Resound)

Grammy a la mejor interpretación orquestal
- 1960 Béla Bartók: Música para cuerda, percusión y celesta – Fritz Reiner, director (RCA)
- 1971 Gustav Mahler: Sinfonía n.º 1 – Carlo Maria Giulini, director (Angel)
- 1972 Gustav Mahler: Sinfonía n.º 7 – Georg Solti, director (London)
- 1974 Hector Berlioz: Sinfonía fantástica – Georg Solti, director (London)
- 1976 Richard Strauss: Así habló Zaratustra, Op. 30 – Georg Solti, director (London)
- 1977 Gustav Mahler: Sinfonía n.º 9 – Carlo Maria Giulini, director (Deutsche Grammophon)
- 1979 Johannes Brahms: Las cuatro sinfonías – Georg Solti, director (London)
- 1980 Anton Bruckner: Sinfonía n.º 6 – Georg Solti, director (London)
- 1981 Gustav Mahler: Sinfonía n.º 2 "Resurrection" – Georg Solti, director (London)
- 1982 Gustav Mahler: Sinfonía n.º 7 – James Levine, director (RCA)
- 1983 Gustav Mahler: Sinfonía n.º 9 – Georg Solti, director (London)
- 1986 Franz Liszt: Sinfonía Fausto – Georg Solti, director (London)
- 1987 Ludwig van Beethoven: Sinfonía n.º 9 – Georg Solti, director (London)
- 1990 Dmitri Shostakovich: Sinfonías n.º 1 & 7 "Leningrad" – Leonard Bernstein, director (Deutsche Grammophon)
- 1991 John Corigliano: Sinfonía n.º 1 – Daniel Barenboim, director (Erato)
- 1993 Béla Bartók: El príncipe de madera – Pierre Boulez, director (Deutsche Grammophon)
- 1994 Béla Bartók: Concierto para orquesta & Cuatro piezas orquestales, Op. 12 – Pierre Boulez, director (Deutsche Grammophon)
- 1998 Gustav Mahler: Sinfonía n.º 9 – Pierre Boulez, director (Deutsche Grammophon)
- 2001 Edgard Varèse: Amériques, Arcana, Déserts, & Ionisation – Pierre Boulez, director (Deutsche Grammophon)
- 2008 Dmitri Shostakovich: Sinfonía n.º 4 – Bernard Haitink, director (CSO Resound)

Grammy a la mejor interpretación coral
- 1972 Gustav Mahler: Sinfonía n.º 8 – Chorus of the Vienna State Opera, Singverein Chorus, & Vienna Boys’ Choir; Norbert Balatsch & Helmut Froschauer, chorus masters; Georg Solti, director (London)
- 1977 Giuseppe Verdi: Requiem – Chicago Symphony Chorus; Margaret Hillis, director; Georg Solti, director (RCA)
- 1978 Ludwig van Beethoven: Missa solemnis – Chicago Symphony Chorus; Margaret Hillis, director; Georg Solti, director (London)
- 1979 Johannes Brahms: Réquiem alemán – Chicago Symphony Chorus; Margaret Hillis, director; Georg Solti, director (London)
- 1982 Hector Berlioz: La condenación de Fausto – Chicago Symphony Chorus; Margaret Hillis, director; Georg Solti, director (London)
- 1983 Joseph Haydn: La creación – Chicago Symphony Chorus; Margaret Hillis, director; Georg Solti, director (London)
- 1984 Johannes Brahms: Réquiem alemán – Chicago Symphony Chorus; Margaret Hillis, director; James Levine, director (RCA)
- 1986 Carl Orff: Carmina burana – Chicago Symphony Chorus; Margaret Hillis, director; James Levine, director (Deutsche Grammophon)
- 1991 Johann Sebastian Bach: Misa en si menor – Chicago Symphony Chorus; Margaret Hillis, director; Georg Solti, director (London)
- 1993 Béla Bartók: Cantata profana – Chicago Symphony Chorus; Margaret Hillis, director; Pierre Boulez, director (Deutsche Grammophon)
- 2010 Giuseppe Verdi: Requiem – Chicago Symphony Chorus; Duain Wolfe, director; Riccardo Muti, director; (CSO Resound)

Grammy a la mejor actuación instrumental solista con orquesta
- 1960 Johannes Brahms: Concierto para piano n.º 2, Op. 83 – Sviatoslav Richter, piano; Erich Leinsdorf, director (RCA)
- 1973 Ludwig van Beethoven: Los cinco conciertos para piano – Vladimir Ashkenazy, piano; Georg Solti, director (London)
- 1979 Béla Bartók: Conciertos para piano n.º 1 & 2 – Maurizio Pollini, piano; Claudio Abbado, director (Deutsche Grammophon)
- 1982 Edward Elgar: Concierto para violín, Op. 61 – Itzhak Perlman, violín; Daniel Barenboim, director (Deutsche Grammophon)
- 1993 Alban Berg: Concierto para violín & Wolfgang Rihm: Time Chant – Anne-Sophie Mutter, violín; James Levine, director (Deutsche Grammophon)
- 2001 Richard Strauss: Concierto para trompa n.º 1, Duett-Concertino para clarinete y fagot en fa mayor & Concierto para oboe – Dale Clevenger, horn; Larry Combs, clarinet; David McGill, bassoon; Alex Klein, oboe; Daniel Barenboim, director (Teldec)

Grammy a la mejor interpretación vocal clásica
- 1964 Hector Berlioz: Les nuits d'été & Manuel de Falla El amor brujo – Leontyne Price, soprano; Fritz Reiner, director (RCA)

Grammy a la mejor grabación de ópera
- 1985 Arnold Schoenberg: Moisés y Aarón – Franz Mazura & Philip Langridge, principales solistas; Georg Solti, director; James Mallinson, productor (London)
- 1997 Richard Wagner: Los maestros cantores de Núremberg – Karita Mattila, Iris Vermillion, Ben Heppner, Herbert Lippert, Alan Opie, René Pape, & José van Dam, principales solistas; Georg Solti, director; Michael Woolcock, productor (London)
- 1998 Béla Bartók: El castillo de Barbazul – Jessye Norman & László Polgár, principales solistas; Pierre Boulez, director; Roger Wright, productor (Deutsche Grammophon)

Grammy a la mejor composición de música clásica contemporánea
- 1991 John Corigliano: Sinfonía n.º 1 – John Corigliano, composer (Erato)
- 1992 Samuel Barber: The Lovers – Samuel Barber, composer (Koch)

Grammy al mejor arreglo para álbum de música clásica
- 1962 Richard Strauss: Así habló Zaratustra, Op. 30 – Lewis W. Layton, ingeniero; Fritz Reiner, director (RCA)
- 1972 Gustav Mahler: Sinfonía n.º 8 – Gordon Parry & Kenneth Wilkinson, ingenieros; Georg Solti, director (London)
- 1974 Hector Berlioz: Sinfonía fantástica – Kenneth Wilkinson, ingeniero; Georg Solti, director (London)
- 1977 Maurice Ravel: Boléro – Kenneth Wilkinson, ingeniero; Georg Solti, director (London)
- 1982 Gustav Mahler: Sinfonía n.º 7 – Jay Saks, ingeniero; James Levine, director (RCA)
- 1983 Gustav Mahler: Sinfonía n.º 9 – James Lock, ingeniero; Georg Solti, director (London)
- 1993 Béla Bartók: El príncipe de madera & Cantata profana – Pierre Boulez, director; Rainer Maillard, ingeniero (Deutsche Grammophon)
- 2008 Traditions and Transformations: Sounds of Silk Road Chicago – Miguel Harth-Bedoya & Alan Gilbert, directores; Silk Road Ensemble, Yo-Yo Ma & Wu Man, solistas; David Frost, Tom Lazarus & Christopher Willis, ingenieros (CSO Resound)